# GPT-4
Generative Pre-trained Transformer 4 (GPT-4) é um modelo de linguagem grande multimodal criado pela OpenAI e o quarto modelo da série GPT.  Foi lançado em 14 de março de 2023, e se tornou publicamente aberto de forma limitada por meio do ChatGPT Plus, com o seu acesso à API comercial sendo provido por uma lista de espera. Sendo um transformador, foi pré-treinado para prever o próximo token (usando dados públicos e "licenciados de provedores terceirizados"), e então foi aperfeiçoado através de uma técnica de aprendizagem por reforço com humanos. 
A empresa Microsoft, após o lançamento do modelo, confirmou que versões do Bing utilizando o GPT estavam, de fato, utilizando o modelo mais recente da OpenAI antes de seu lançamento oficial. 

## Capacidades
Diferentemente de seu predecessor, o GPT-3, o GPT-4 é capaz de processar imagens como entrada, não apenas texto, analisando o conteúdo da imagem de forma semelhante a um humano, e emitindo uma saída em forma de texto.
Pesquisadores da Microsoft testaram o modelo com problemas médicos e descobriram "que o GPT-4, sem qualquer criação especializada de prompt, excede a nota de aprovação do United States Medical Licensing Examination por mais de 20 pontos e supera modelos mais antigos de uso geral (GPT 3.5) assim como modelos especificamente aperfeiçoados com conhecimento médico (Med-PaLM, uma versão ajustada ao prompt do Flan-PaLM 540B)."
Em outro artigo científico, pesquisadores testaram o modelo e concluíram que "poderia ser razoavelmente visto como uma versão inicial (embora que incompleta) de um sistema de inteligência artificial geral (AGI)".

## Reações
Em resposta ao desenvolvimento e implementação do GPT-4, um grupo de mais de mil especialistas em inteligência artificial e executivos da indústria de tecnologia assinou uma carta aberta solicitando uma pausa de seis meses no treinamento de sistemas de inteligência artificial mais poderosos que o GPT-4. Entre os signatários estão Elon Musk, Steve Wozniak e Emad Mostaque, além de pesquisadores da DeepMind.
Os especialistas argumentam que a indústria está em "uma corrida fora de controle para desenvolver e implementar mentes digitais cada vez mais poderosas que ninguém, nem mesmo seus criadores, pode entender, prever ou controlar com segurança". Eles acreditam que esses sistemas podem representar "riscos profundos para a sociedade e a humanidade", incluindo a disseminação de desinformação e a substituição de empregos pela automação.
Na carta aberta, os signatários pedem que as empresas envolvidas no desenvolvimento desses sistemas façam uma pausa pública e verificável em seus esforços, incluindo todos os principais atores da indústria. Caso essa pausa não seja implementada rapidamente, os especialistas solicitam a intervenção dos governos para instituir uma suspensão. A carta foi emitida pelo Instituto Future of Life, uma organização sem fins lucrativos que conta com Elon Musk entre seus consultores externo.